# Kongói Szabadállam
A Kongói Szabadállam nevű afrikai gyarmat II. Lipót belga király magántulajdona volt, bár a király a felügyeletet az Nemzetközi Afrika-szövetség (Association Internationale Africaine) nevű szervezeten keresztül gyakorolta. A többi befektető kivásárlása után Lipót volt a társaság egyetlen részvényese, illetve elnöke. A Szabadállam magában foglalta a jelenlegi Kongói Demokratikus Köztársaság teljes területét és hivatalosan 1885-ben, a berlini konferencia döntése után hozták létre. 
A gyarmat igazgatása hihetetlenül nagy jövedelmet eredményezett II. Lipót királynak, aki a bevételt részben nagyszabású építési projektekre fordította. Ezt részben a nyersgumi (a gyarmat fő exportterméke) magas világpiaci ára, részben pedig a bennszülöttek könyörtelen és gyakran brutális, népirtással egyenértékű kizsákmányolása tette csak lehetővé. Utóbbi, Roger Casement brit diplomata jelentése után olyan nemzetközi felháborodást keltett, hogy a belga állam 1908-ban kénytelen volt átvenni a gyarmat ellenőrzését, amelyet ezután Belga Kongó néven ismertek.

## Története

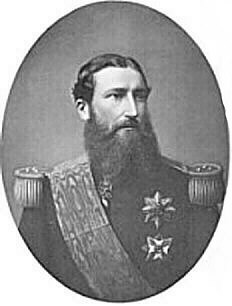
II. Lipót belga király, a Kongói Szabadállam tulajdonosa

A 19. század közepéig a Kongói Szabadállam területe, lényegében a Kongó vízgyűjtő területe, ismeretlen volt az európaiak számára, akik nem nagyon merészkedtek a kontinens belsejébe. A szinte áthatolhatatlan esőerdő, a mocsaras altalaj és az abban tenyésző, maláriát terjesztő moszkítók, valamint a nyíltabb területeken tenyésző cecelegyek és az általuk terjesztett afrikai álomkór mind rendkívül megnehezítették az európaiak terjeszkedését. Mivel a rabszolgákon kívül a terület első pillantásra semmilyen nyilvánvaló, értékes nyersanyaggal nem rendelkezett, az európai gyarmatosítók nem foglalkoztak vele.
1885-re II. Lipót király, személyes tárgyalásainak és nemzetközi kapcsolatainak köszönhetően, megszerezte a terület feletti ellenőrzést, és gyakorlatilag egy személyben uralta a Szabadállamot 1908-ig, amikor át kellett adnia a kormányzást a belga államnak. Amikor a Lualaba-folyó felső folyásánál előbb nyersgumi, majd rézlelőhelyeket találtak, a nagyhatalmak is szemet vetettek rá, de Lipótnak sikerült ezeket távol tartania.
Uralma alatt a Kongói Szabadállam volt az egyik legnagyobb port felkavart 20. századi nemzetközi botrány színhelye. Roger Casement brit diplomata tájékozódott a királynál a bennszülöttek megkínzásáról és megöléséről szóló hírekkel kapcsolatban, de Lipót tagadta ezeket és megpróbálta Casementet félrevezetni. Ám Casement, amint megérkezett Kongóba, rögvest rájött, hogy a király nem mond igazat, és részletes információkkal, sőt fényképekkel látta el a londoni kormányt. Ezek borzalmas kínzásokról tettek tanúbizonyságot, melyeket a belgák a bennszülöttekkel szemben alkalmaztak. Casement jelentése nyomán számos fehér tisztviselőt büntettek meg az 1903-as gumigyűjtő expedíció alatt elkövetett gyilkosságokért (köztük egy belga tisztviselőt, aki 122 kongói bennszülött halálát okozta).
A Szabadállam fennállása alatt elkövetett gyilkosságok és halálesetek számára vonatkozóan csak becslések vannak (mivel az első népszámlálást csak 1924-ben végezték). Roger Casement jelentése 3 millióra teszi a bennszülött áldozatok számát, amelynek több oka volt: háború, gyilkosságok, a lakosság éheztetése, valamint a trópusi járványok terjedése. 1896-ra egyetlen faluban, a Kongó-folyó mellett fekvő Lukolelában 5000 áldozata volt az álomkórnak. Ebben a faluban Roger Casement csak 600 túlélőt talált, amikor 1903-ban látogatást tett ott.
Az európai és amerikai újságok 1900-tól kezdve foglalkoztak a kongói állapotokkal, de 1908-ra a közvélemény olyannyira Lipót ellen fordult, hogy fel kellett adnia személyes ellenőrzését, és a belga kormány annektálta a területet Belga Kongó néven.

## Megalakítása

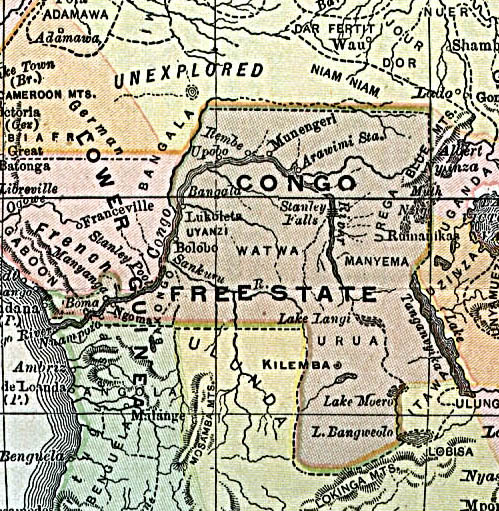
A Kongói Szabadállam térképe 1890-ből

A Kongó Szabadállamot nemzetközi fennhatóság alatt hozták létre, a helyi lakosság érdekeinek vagy véleményének mellőzésével. 1876-ban II. Lipót király létrehozta a Nemzetközi Afrika-szövetséget (Association Internationale Africaine) az európai nagyhatalmak és a legnevesebb Afrika-kutatók részvételével. A szövetség célja az afrikai kontinens feltárásának és a gyarmatosítás folyamatának elősegítése volt. 1877-ben Henry Morton Stanley felhívta a szövetség figyelmét a Kongó-folyó medencéjére, és még abban az évben a szövetség ide küldte (az expedíciót Lipót király személyesen finanszírozta). Stanley a helyi törzsi vezetők lefizetésével, csalással és szerződések hamisításával hatalmas területek felett szerzett ellenőrzést a Kongó folyása mentén, és számos helyőrséget hoztak létre ezeken a területeken. A szerződéseket, amelyeket a föld megszerzésére használtak, a helyiek vagy nem is értették, vagy aláírásuk után meghamisították azokat Lipót javára, egyes esetekben nemcsak a földet szerezte meg vele, hanem a törzsfőnök kényszermunkaerőt is ígért.
Christian de Bonchamps francia felfedező, aki a Katanga régióban dolgozott Lipótnak, meglehetősen világosan fejezte ki véleményét a szerződések értékéről: „A szerződések, amiket ezekkel a helyi zsarnokocskákkal íratunk alá, általában négy sűrűn teleírt lap, amelynek végén a főnök kereszttel jelzi aláírását, csak hogy végre békén hagyják és megkapja az ígért ajándékokat, csak az európai hatalmak számára jelentenek bármit is, abban az esetben, ha vita törne ki a területek birtoklása felett. A helyi hatalmasságok, akik ezeket aláírják, egy pillanatig nem érdekeltek tartalmukban.”
1879 után a kongói területek feltárása és gyarmatosítása a Comité d'Études du Haut Congo felügyelete alatt zajlott. A szervezet égisze alatt Lipót a sok kis területet egyetlen, független államalakulatba akarta összevonni és ezután a nagyhatalmakat ennek elismerésére kérte. 1884. április 22-én az Amerikai Egyesült Államok kormánya, miután megállapította, hogy a helyi törzsfők által aláírt szerződések érvényesek, elismerte az International Association of the Congo függetlenségét Kongói Szabadállam néven. Az USA példáját követte az Osztrák–Magyar Monarchia, Franciaország, Németország, az Egyesült Királyság, Olaszország, Hollandia, Portugália, a cári Oroszország, Spanyolország és Svédország is. Kongó státuszát az 1884-85-ös Berlini Konferencián vitatták meg.
Lipót király, mint a Nemzetközi Kongó Szövetség elnöke, egyszemélyes birtokosa lett a kongói gyarmatnak és ezt lényegében minden nagyhatalom elismerte. Hamarosan azonban, amikor nyilvánvalóvá vált, hogy Lipót mekkora hasznot húz a terület kizsákmányolásából, illetve miután a nagyhatalmak kifogytak a gyarmatosítható területekből, fokozatosan egyre nagyobb érdeklődés támadt a Szabadállam irányában. A franciák bejelentették igényüket a Nkunda-tótól északra fekvő területekre (lényegében a mai Kongói Köztársaság területeire). Bár Lipótot kivéve sem volt igénye erre a területre, a nagyhatalmak nem hagyhatták tétlenül, hogy a franciák (vetélytársaik) akár a legkisebb részét is megszerezzék maguknak.
A terület sorsát eldöntő tárgyaláson Lipót, humanitárius tevékenységére hivatkozva, magának követelte és olyan ügyesen játszotta ki egymás ellen a nagyhatalmak képviselőit, hogy az egész végül is ellenőrzése alatt maradt.

### Egyéb területi követelések
- Nagy-Britannia (részben mivel zavarta a francia terjeszkedés lehetősége) is bejelentette igényét Kongó egy részére, mivel egy 1873-as expedíció, amely Zanzibárból tért vissza David Livingstone holttestével, erre haladt keresztül. A briteknek azonban nem nagyon fűlt a foguk egy hatalmas és meglehetősen költséges gyarmatot átvenni, ezért szívesen meghagyták volna Lipót birtokában.
- Portugália is bejelentette követelését, amely történelmileg sokkal megalapozottabb volt, mint az angoloké: Diogo Cão 1482-es expedíciója során fedezte fel a Kongó torkolatvidékét. Bár a felfedezés évszázadokra feledésbe merült, és a portugálok kezdetben a franciákat támogatták Kongó felosztásában. A britek azonban elérték, hogy a portugálok elálljanak a franciák támogatásától, egy szabadkereskedelmi egyezményért cserében.
- Németország, Bismarck kancellár vezetésével, hatalmas területeket birtokolt Délnyugat-Afrikában, és nem volt érdekelt Kongó felosztásában, viszont szívesen játszotta ki egymás ellen a briteket és a franciákat.

### Lipót tevékenysége
Lipót saját forrásaiból indított reklámhadjáratot Angliában, amelyben felhívta a figyelmet Portugália gyarmatosítási tevékenységére, elsősorban a rabszolgatartásra (amely ekkor Angliában már tiltott volt). Titokban pedig kapcsolatba lépett a legnagyobb brit kereskedelmi cégekkel, és ugyanolyan kedvezményezetti helyzetet ígért nekik, mint Portugália. Ezzel egyidőben kapcsolatba lépett Bismarckkal és megígérte neki, hogy egyik európai nemzet kereskedői sem fognak a többinél előnyösebb elbánásban részesülni és a német kereskedőket is szívesen látja.
Ezután kapcsolatba lépett a francia kormánnyal, és kilátásba helyezte nekik, hogy a Kongó Szövetség támogatni fogja a franciák követelését az északi területekre, cserébe, ha megtarthatja Kongó nagy részét. Lipót ehhez még hozzátette, hogy amennyiben személyes vagyona nem lesz elegendő a gyarmat igazgatásához (amely akkor még teljesen reális kilátás volt), akkor a teljes területet a franciáknak adja át.
Lipót ezután megszerezte az Egyesült Államok támogatását is, miután Chester A. Arthur elnöknek elküldte a Henry Morton Stanley által aláíratott szerződések másolatait, és felvetette, hogy a Kongó Szövetség mint gyarmatosításban nem érdekelt nemzetközi szervezet, minden tekintetben készen áll a terület igazgatására a helyiek érdekeinek szem előtt tartásával, és amennyiben azok készen állnak, minden hatalmat visszaad a helyi vezetőknek.

### A berlini konferencia

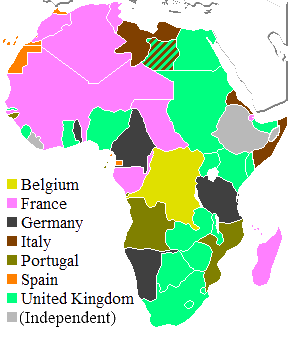
Afrika felosztása a berlini konferencián. A sárga színnel jelzett területet kapta Lipót

1884 novemberében Bismarck kezdeményezésére 14 nagyhatalom képviselői Berlinben gyűltek össze, hogy az ún. Berlini Konferencia keretein belül oldják meg a Kongó-válságot. Három hónapos megfeszített tárgyalások után 1885. február 5-én végre Lipót elérte, amit akart. Franciaország 666 000 km² nagyságú területhez jutott az északi parton (a mai Kongói Köztársaság és a Közép-afrikai Köztársaság területe), Portugália 909 000 km² nagyságú területet kapott (a mai Angola), míg a Lipót tulajdonában állt „humanitárius” szervezet megkapta a 2 344 000 km² területű „maradékot”, ami hivatalosan megkapta a Kongói Szabadállam nevet. A konferencián kijelentették, hogy ezeket a területeket csak akkor kapják meg a tulajdonosok, amennyiben azt a gyakorlatban is elfoglalják: szerződéseket kötnek a helyi vezetőkkel, felvonják a zászlajukat, működő adminisztrációt és rendfenntartó erőt hoznak létre. A gyarmat gazdasági tevékenységét is be kellett indítani a gyarmatosítónak és amennyiben ezen feltételek nem teljesültek, egy másik gyarmatosító hatalomnak joga volt elfoglalni azt.
Lipót másik diplomáciai mesterfogásásának köszönhetően ezt a területet nem valamelyik, általa ellenőrzött szervezetnek, hanem személyesen neki rendelték. Ezáltal egyszemélyes tulajdonosa és uralkodója lett a több mint 2 millió km²-es, kb. 30 millió lakosú területnek, hatalmát pedig semmi nem korlátozta: sem társaságok előírásai, sem a területre vonatkozó alkotmány vagy törvény, sem valamilyen nemzetközi felügyeleti szervezet. Lipót személyesen sosem látogatta meg Kongót és pár személyes tanácsadóján kívül alattvalói sem hallottak még erről a helyről.

## Lipót uralmának kiépítése

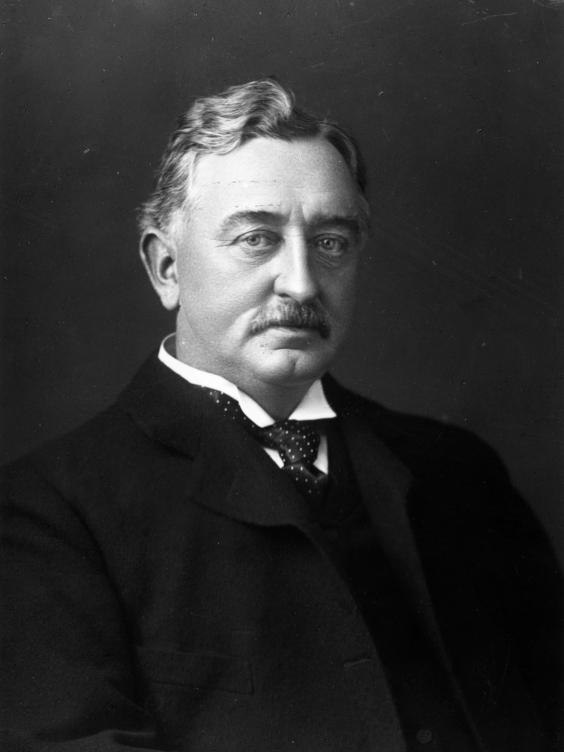
Lipót uralmának egyik kihívása volt, hogy Cecil Rhodes Dél-Afrikából a Kongó-medence felé kívánta kiterjeszteni a brit gyarmati uralmat

A Berlini konferencia lezárása után Lipót minden kötöttség nélkül, saját személyes tanácsadóiból nevezte ki a gyarmati közigazgatás tisztviselőit, akik ellenkezés nélkül hajtották végre utasításaikat. Az ideiglenes fővárosba, Bomába kormányzót és rendőrfőnököt küldött. A gyarmati közigazgatás kiépítése során a teljes területet 14 közigazgatási körzetre osztották fel, minden körzetet zónákra, minden zónát szektorokra és minden szektort további kerületekre. A körzeti biztostól kezdve a kerületi elöljárókig minden vezető fehér ember volt, legtöbbjük semmilyen közigazgatási képzettséggel nem rendelkező felfedező vagy zsoldos.
A következő néhány évben három súlyos kihívással kellett megküzdeniük:
- A Staley által létrehozott nyolc kereskedelmi állomáson kívül a gyarmat lényegében feltérképezetlen dzsungel, fehér folt volt, minden hasznos erőforrás nélkül.
- Cecil Rhodes, akkoriban a brit fokvárosi kolónia miniszterelnöke, az általa birtokolt British South Africa Company területeit északra akarta kiterjeszteni, és Katanga (Kongó déli része) bekebelezésével fenyegette Lipótot, aki akkoriban még nem tudta fennhatóságát kiterjeszteni erre a vidékre (és ezért a berlini szerződés értelmében Rhodes elfoglalhatta azt. Rhodes tevékenységét Harry Johnston, a közép-afrikai brit gyarmat vezetője is támogatta.
- A zanzibári rabszolgakereskedő, Tippu Tip bandái mélyen behatoltak a terület északi és keleti részére és lényegében létrehozták saját, de facto független államukat a mai Uganda területén.

### A gyarmati gazdaság kiépítése
Lipót már a kongói gyarmat megszerzése előtt Európa egyik leggazdagabb személye volt, de még ő sem engedhette meg, hogy magánvagyonából finanszírozza a gyarmati adminisztráció kiépítésének és fenntartásának költségeit. Ahhoz, hogy továbbra is fenn tudja tartani uralmát, minél előbb nyereségessé kellett tennie a gyarmatot és ezzel vette kezdetét a gyarmati gazdaság gyakran brutális kiépítése, amelynek egyetlen célja volt: a kinyerhető profit maximalizálása. Az első jelentős lépés az „üres földek” (terres vacantes) fogalmának bevezetése volt. Az üres föld minden olyan területet jelentett, ahol még nem éltek európaiak és ez a gyarmat tulajdonába ment át, a gyarmati tisztviselőket pedig arra bátorították, hogy ennek felhasználásával minél nagyobb területet vegyenek birtokba Lipót nevében.
A következő lépésben Kongót két gazdasági zónára osztották fel: a szabadkereskedelmi zónába minden európai állam kereskedői beléphettek és kereskedhettek, illetve 10-15 éves időtartamra monopóliumot vásárolhattak bármilyen értékes erőforrás (elefántcsont, vagy nyersgumi) kiaknázására. A másik zóna, a gyarmat területének több mint kétharmada, a király magántulajdona (Domaine Privé) lett, ahol csak az ő nevében, engedélyével és javára lehetett bármilyen tevékenységet folytatni.
Ezek után Kongó hamarosan pénzügyileg önellátó lett, de ez továbbra sem volt elég Lipótnak. 1893-ban a szabadkereskedelmi övezet leginkább hozzáférhető részét, 259 000 km² területet kisajátította a korona nevében (Domaine de la Couronne). Itt a magántulajdonába került földekhez hasonló szabályozást vezetett, azzal az eltéréssel, hogy minden bevétel egyenesen a király magánkincstárába folyt be. Az erőforrások kiaknázásából származó bevételeket Lipót nem hozta nyilvánosságra, azonban becslések szerint éves bevétele több tízmillió frankra rúgott – jóval többre, mint amit Lipót valaha is el tudott volna költeni.

### Verseny Katangáért
A gyarmat átvétele után hamarosan Lipótnak szembe kellett néznie a másik problémával: a Brit Dél-Afrikai Társaság terjeszkedési törekvéseivel. A kongói gyarmat déli részén található Katanga területén, a Lualaba-folyó felső részén található Yeke Királysággal még semmilyen szerződést nem kötöttek és a korábbi látogatások alapján ismert volt, hogy a területen jelentős rézlelőhelyek találhatók, és feltételezték, hogy aranyat is rejt itt a föld. A királyság uralkodója, Mwenda Msiri korábban elutasított egy szerződést, amelyet Alfred Sharpe kínált neki a Társaság vezetője, Cecil Rhodes nevében. 1891-ben a Szabadállam területéről induló expedíció kicsikart egy levelet Msiritől, amelyben beleegyezett, hogy a Kongói Szabadállam ügynökei meglátogassák. Még ugyanabban az évben Lipót egy jól felszerelt csoportot indított útnak, Stairs kapitány vezetésével, hogy valamilyen módon szerezzék meg neki Katangát. Msiri megkísérelte kijátszani a Szabadállam ügynökeit Rhodes és a Társaság ellenében, de amikor a tárgyalások megakadtak, Stairs felvonta a szabadállam zászlaját a királyság területén és ultimátumban követelte a királytól, hogy hódoljon be Lipótnak. Msiri erre egy másik szálláshelyére vonult, de Stairs elküldte embereit, hogy tartóztassák le. A különítmény vezetője, Omer Bodson kapitány Msiri ellenállását látva lelőtte. A király, maga is halálos sebet kapott a kialakuló összecsapásban.
A különítmény emberei végül levágták Msiri fejét és egy karóra tűzték, majd a helyére kinevezett király beleegyezett a szerződés aláírásába.

### Háború a rabszolgavadászokkal
Hamarosan újabb probléma jelent meg, mégpedig a Zanzibárból származó arab rabszolgavadász, Tippu Tip révén. Tippu emberei mélyen behatoltak a kongói gyarmat északi és keleti részére rabszolgák után kutatva, és a mai Uganda területén lényegében saját, de facto független államot alapítottak. Lipót tárgyalásokat kezdeményezett Tippuval és később szövetséget is kötött vele: a Stanley-vízesés körzetének vezetőjévé nevezte ki.
A szövetség azonban nem volt hosszú életű, mert a nyilvánosság előtt Lipótnak igencsak kellemetlen volt, hogy egy rabszolgakereskedővel állt össze. Emellett gazdasági érdekeik is szembekerültek: minden egyes rabszolga, akit Tippu elhurcolt, eggyel kevesebb potenciális munkás volt Lipót ültetvényein és bányáiban. Az összeütközés elkerülhetetlen volt.
A két fél végül nem bocsátkozott közvetlen harcokba, hanem a Kongó felső folyásvidékén lakó törzseket fegyverezték fel és fordították a másik fél ellen. Azonban Tippu muskétái nem vehették fel a harcot a Lipót által bevetett tüzérség és géppuskák ellenében, 1894-re vereséget szenvedett és kiűzték Kongó területéről.

## Lipót uralkodása

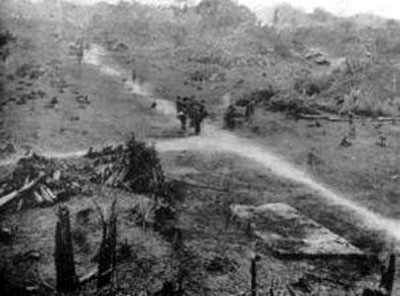
A trópusi erdők kiirtása jelentős összegeket emésztett fel, de elengedhetetlen volt az ültetvényekhez. Viszont nagy területeket az őslakosok már korábban megtisztítottak a fáktól – ezen a képen egy kongói falu (Baringa, Equateur) látható, amelyek kiürítettek és leromboltak, hogy a helyét gumifákkal ültessék be

A gyarmati uralom megszilárdítása közben sem csökkent a bevételek növelésének kényszere. A fehér köztisztviselők fizetését drasztikusan csökkentették, viszont az általuk kitermelt profit nagyságával arányos jutalékot kaptak. A rendszert számos nemzetközi kritika után megváltoztatták, az újonnan bevezetett allocation de retraite rendszer értelmében azok a tisztviselők, akik tevékenységét elöljáróik „megfelelő”-nek értékelték, szolgálati idejük végén kaptak egy jelentősebb összeget. Gyakorlatilag azonban semmi sem változott.
A Domaine Privé területén lakó törzseknek megtiltották, hogy az államon kívül bárkivel kereskedjenek. Ezen felül előre megszabott mennyiségű gumit és elefántcsontot kellett beszolgáltatniuk az állami tisztviselőknek, illetve élelmiszert kellett termelniük a kereskedelmi állomások lakosainak.
A nyersgumi kezdetben az esőerdőben található indák nedvéből származott, a brazil gumiültetvényekkel ellentétben, ahol a fák kérgének megcsapolásával nyerik ki. A gumi kitermelésének egyetlen módja volt, hogy a bennszülöttek elvágták az indát és saját testüket borították be a kifolyó nedvvel. Amikor a nyergumi megszilárdult, akkor lekaparták, amely igen fájdalmas volt – minden testszőrzetet eltávolítottak a latexszel együtt. Az indák száma a folyamatos kitermelés miatt egyre csökkent, és egyre nehezebb volt őket felkutatni, de a kormányzat könyörtelen volt a gumikvóták behajtásában.
A kvótarendszer támogatására bevetették a gyarmati rendfenntartó szolgálat, a Force Publique (FP) tagjait is. Az FP tisztjei fehér zsoldosok voltak, míg a közkatonák feketék; sokuk korábban a Felső-Kongó vidékén lakó kannibál volt, míg egy részüket gyermekkorukban rabolták el, és a rabszolgasághoz hasonló körülmények között képezték ki őket. Modern lőfegyverekkel és a vízilóbőrből készült korbáccsal felfegyverkezve, az FP tagjai rendszeren túszokat ejtettek (általában nőket), akiket megkínoztak, megerőszakoltak és megkorbácsoltak. Az ellenálló falvakat felégették és a meggyilkolt bennszülöttek kezét, mint trófeát gyűjtötték. Ennek oka, hogy a fehér tisztek aggódtak a lőszer pazarlása miatt és megkövetelték, hogy minden egyes elhasznált lőszerért cserébe egy kezet szolgáltassanak be.

### Levágott kezek

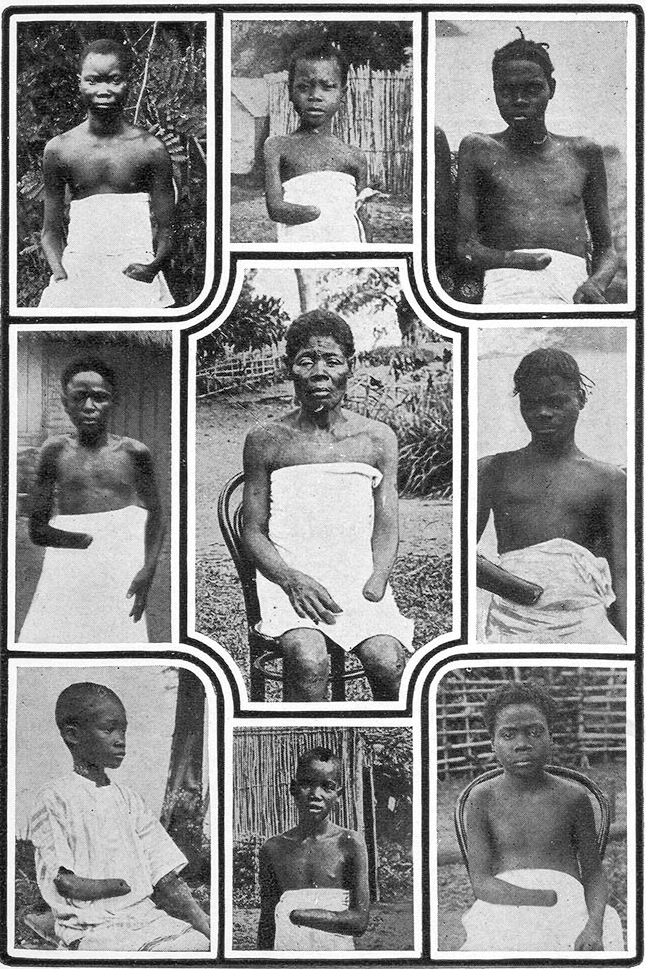
Ha valaki nem teljesítette a beszolgáltatási kvótát, a büntetés igen gyakran a kéz megcsonkítása volt

Egy fehér tiszt beszámolója alapján ismert, hogyan büntettek meg egy falut, amely ellenállt és megtagadta a kvóták teljesítését. A vezénylő tiszt utasította a különítmény tagjait, hogy vágják le a férfiak fejét és a falu kerítésének oszlopaira tűzzék ki azokat. Az asszonyokat és gyerekeket pedig kereszt alakban felakasztották a kerítésre.
Miután egy dán misszionárius első alkalommal volt tanúja a helyiek meggyilkolásának, egy katona így nyugtatta: „Ne vegye annyira a szívére. Minket is meggyilkolnának, ha nem vinnénk vissza a gumit. A körzeti biztos ígéretet tett, hogy ha sok kézzel térünk vissza, akkor lecsökkenti a szolgálati időnket.”
Peter Forbath könyvében (The River Congo) így jellemezte:
A kosárba gyűjtött levágott kezek, amelyeket az európai tisztviselők lábához helyeztek, a Kongói Szabadállam jelképévé váltak. A kezek gyűjtése önálló cél lett. A Force Publique katonái ezt vitték vissza az állomásra a gumi helyett, néha külön beszerző körutat indítottak a kezek begyűjtésére. Végül a levágott kéz a gyarmat nem hivatalos pénzneme lett. Ezekkel pótolták ki a gumikvótákat, ezzel helyettesítették a kényszermunkára elhurcolt embereket, és a Force Publique katonái az általuk begyűjtött kezek alapján kapták jutalmukat.
Elméletben minden levágott kéz egy gyilkosságot jelentett, de gyakorlatban a katonák időnként „csaltak”: levágták az áldozat kezét, majd magára hagyták. A katonák áldozatai közül sokan később azt állították, hogy úgy élték túl a gyilkosságokat, hogy halottnak tettették magukat – miközben a katonák levágták a kezüket. Csak miután a katonák elmentek, merték ellátni a sebüket vagy segítséget kérni. Egyes esetekben az FP kényszertoborzott tagjai le tudták csökkenteni szolgálati idejüket, ha több kezet gyűjtöttek be, mint bajtársaik, ami igen gyorsan elharapózott, és még több értelmetlen csonkítást eredményezett.

### Demográfiai katasztrófa
A kegyetlenkedések, gyilkosságok és csonkítások áldozatainak száma nem ismert pontosan, csak egymástól jelentősen eltérő becslések léteznek. A Kongói Szabadállam lakosságának jelentős csökkenése azonban mindenki számára nyilvánvaló volt, aki összehasonlította a lakosság létszámát a gyarmati közigazgatás kezdete (1885) és a 20. század első évei között. A korabeli megfigyelők és a modern történészek (köztük Jan Vansina, az University of Wisconsin történészprofesszora) becslései alapján a gyarmat lakossága alig 15 év alatt felére csökkent. Roger Casement brit diplomata nagy port felkavaró jelentése alapján a népesség összeomlásának négy fő oka volt: a helyiek ellen folytatott háború, a helyi mezőgazdaság összeomlása miatt kialakuló éhínség, a születések számának jelentős csökkenése és a trópusi fertőző betegségek. Az afrikai álomkór valóban rengeteg áldozatot szedett, de a gyarmati közigazgatás kizárólag ezzel próbálta magyarázni a népességcsökkenést. Lipót bírálói azonban azt hangoztatták, hogy a gyarmati közigazgatás közvetlenül és közvetve is felelős a betegség terjedéséért.
Az álomkór egyik legelismertebb szakértője, P.G. Janssens professzor ezt írta az álomkór terjedésének okairól:[forrás?]
Valószínűnek tűnik, hogy a Kongói Szabadállam, Francia-Kongó és Angola területén néhány állandó forrás létezik, amelyeket a területre jellemző állapotok és a helyiek életvitelének megbolygatása, a terület erőltetett elfoglalása ismét aktivált.
Pontos népszámlálási adatok híján (az elsőt csak 1924-ben végezték, szinte lehetetlen pontosan meghatározni az áldozatok számát. Casement 1904-es jelentése mintegy 3 millió áldozatról számol be Lipót uralkodásának első 12 évében, Forbath viszont 5 millióra teszi az áldozatok számát, Adam Hochschild 10 millióról számol be; az Encyclopædia Britannica pedig 8 és 30 millió között becsli a népességvesztést.[forrás?] (becslések szerint Afrika lakossága 1900-ban 90 és 133 millió között lehetett.

## A Kongói Szabadállam vége

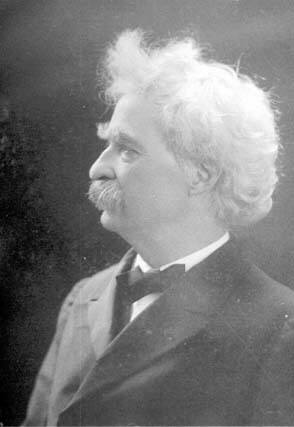
Mint Joseph Conrad A sötétség mélyén című könyvében, Mark Twain (a képen) is tanúja volt a gyarmati rendszer brutalitásának, a rabszolgaságnak, erőszaknak és gyilkosságoknak. Twain műve, az 1905-ös King Leopold's Soliloquy számol be erről

### Pénzügyi problémák
Lipót minden erőfeszítése ellenére hatalmas adósságokat halmozott fel a kongói gyarmat miatt, mielőtt az 1890-es években jelentősen megemelkedett a gumi világpiaci ára. Ahogyan az ipar egyre több helyen vette hasznát a gumiból készült termékeknek (gumiabroncs, csövek, szigetelések, a távíró és telefonkábelek bevonata stb), úgy növekedett a kereslet a gumi iránt, és ezzel egyenes arányban a nyersgumi ára. Az 1890-es évek vége felé a gumiból származó bevétel meghaladta az elefántcsont eladásából származó jövedelmeket, a csúcsot 1903-ban érték el: a gumi világpiaci ára rekordot döntött és a gyarmati tisztviselők hatalmas jutalmakat söpörtek be.
A gumi árának emelkedése azonban a felhasználókat arra ösztönözte, hogy minél olcsóbban próbálják beszerezni és a kongói guminak hamarosan egyre nagyobb versenyt támasztottak a délkelet-ázsiai és dél-amerikai gumiültetvények. Egyre újabb ültetvényeket telepítettek a trópusi éghajlaton fekvő gyarmatokon (elsősorban angol cégek felügyelete alatt) és a gumi ára is esni kezdett. Az árak csökkenése miatt Kongóban is minimalizálni kellett a kitermelés költségeit, ami a kényszermunka és a kvótarendszer kiterjesztéséhez vezetett. Azonban az elérhető nyereség így is tovább csökkent, részben a megbízhatatlan kitermelési módszerek és a behajtás magas költségei miatt. Ahogyan egyre több termelő lépett be a nemzetközi gumipiacra és az ellátás egyre biztosabb lett, úgy növekedett a Lipót módszereit kritizálók tábora, a britek vezetésével.
A kongói gyarmat, elsősorban Lipót magánbirodalma, ekkor még szinte megközelíthetetlen volt. A misszionáriusokat éppen csak megtűrte a közigazgatás, és főleg csak akkor engedték be őket, ha belga katolikusok voltak – akiket Lipót könnyen a felügyelete alá tudott vonni. A közigazgatási tisztviselőknek tilos volt elhagyniuk a gyarmat területét, de ennek ellenére számos szóbeszéd terjedt el a visszaélésekről, és Lipótnak hatalmas összegeket kellett költeni ezek visszaszorítására. Még egy látszatszervezetet, az Őslakosokat Védő Bizottságot is létrehozott, hogy a „pár elszigetelt incidenst” felszámolja. A gyarmatot bíráló írások kiadóit megvesztegette, a szerzőket más nemzetek érdekeinek képviseletével vádolta, a szemtanúk (mint például William Henry Sheppard misszionárius) beszámolóit pedig a katolikus vallású király elleni protestáns támadásoknak minősítette. Hihetetlen, de több mint egy évtizeden át Lipót sikerrel járt: a titok mindenki előtt ismert volt, de senki sem akarta elhinni.

### A Casement-jelentés
Végül a legváratlanabb irányból érkezett a végső csapás: E. D. Morel a liverpooli kikötő tisztviselője volt és felkeltette figyelmét, hogy a Kongóból gumival megrakott hajók fegyverekkel és lőszerrel térnek vissza a Szabadállamba. Morel otthagyta állását és vizsgálódni kezdett, munkáját és a jelentés publikálását a Lipót monopóliumát megtörni szándékozó kereskedők és a tisztán emberbaráti okokból cselekvő William Cadbury milliomos támogatta. Joseph Conrad regénye, A sötétség mélyén 1902-ben jelent meg, a könyv Conrad saját tapasztalatain alapult, aki az 1890-es években a Kongó-folyón volt hajóskapitány. A könyv beszámolói felkavarták a brit közvéleményt, mivel csak megerősítették, amit már korábban is sejtettek. 1903-ban Morel és támogatói a brit parlament alsóházában megszavaztak egy javaslatot, amely arra kötelezte a kormányt, hogy vizsgálja ki a Lipót ellen felhozott vádakat és a Berlini Egyezmény megsértését. Sir Roger Casement, brit konzul részletes jelentésében számolt be az általa látottakról, amit 1904-ben hoztak nyilvánosságra. A Brit Kongó Reform Egyesület, amelyet Morel Casement támogatásával alapított, azonnali cselekvést követelt a brit kormánytól, amihez hamarosan az Egyesült Államok és más európai nagyhatalmak is csatlakoztak. A britek az eredeti egyezményt aláíró 14 nagyhatalom újabb találkozóját követelték, hogy felülvizsgálják Kongó helyzetét. Eközben Belgiumban Emile Vandervelde és Lipót más kritikusai arra kényszerítették a királyt, hogy vizsgálóbizottságot hozzon létre, amely 1905-ben igazolta a Casement-jelentés tartalmát.
Lipót felajánlotta, hogy megváltoztatja eszközeit, de kevesen hittek neki. A legtöbb nagyhatalom megegyezett abban, hogy a király uralmának mihamarabb véget kell vetni, azonban egyik ország sem volt hajlandó arra, hogy a gyarmatot átvegye, az pedig fel sem merült, hogy a területet visszaadják a helyieknek. Belgium volt az egyetlen lehetséges jelölt, de a belga kormány vonakodott beleegyezni. Két évig húzódott a kérdés megoldása, közben választásokat is tartottak. Lipót ezalatt megnövelte a Domaine de la Couronne területét, hogy uralma elkerülhetetlen vége előtt még a lehető legnagyobb nyereséget préselje ki a gyarmatból.
A belga parlament 1908. november 15-én hozott határozatában Belgiumhoz csatolta a Kongói Szabadállamot és átvette a gyarmat közigazgatását. Ekkorra azonban már sem Lipót, sem a gyarmaton működő koncessziós társaságok nem bánták: az ázsiai és dél-amerikai gumiültetvények alacsonyabb költséggel dolgoztak és a gumi alacsony világpiaci ára miatt a kongói kitermelést már nem lehetett nyereségesen folytatni. A belga állam abban a pillanatban vette át az ellenőrzést Kongó felett, amikor Lipót magánbirodalmát már nem lehetett nyereségesen üzemeltetni, még a korábbi eszközökkel sem.

### A belga Koronarend
Ma is létezik a belga Koronarend, amelyet 1897-ben hozott létre Lipót és eredetileg a kongó gyarmatosításában, a Kongói Szabadállam szolgálatában végrehajtott „hősies erőfeszítéseket” jutalmazták vele. A gyarmat megszűnése után a belga állam egyik kitüntetése lett.

## Fordítás
- Ez a szócikk részben vagy egészben  a   Congo Free State című angol Wikipédia-szócikk ezen változatának fordításán alapul.  Az eredeti cikk szerkesztőit annak laptörténete sorolja fel. Ez a jelzés csupán a megfogalmazás eredetét és a szerzői jogokat jelzi, nem szolgál a cikkben szereplő információk forrásmegjelöléseként.